# Атлантический пагуар
Атлантический пагуар, или рыба-лопата (лат. Chaetodipterus faber), — вид лучепёрых рыб из семейства эфипповых.

## Описание
Тело высокое, дисковидное длиной до 90 см. Максимальная масса тела 9 кг. Рыло тупое, пасть маленькая. Верхняя челюсть взрослых рыб заканчивается ниже носовых отверстий. Нёбо беззубое. Боковые стороны тела покрыты широкими, черноватыми, вертикальными полосами, которые с возрастом становятся бледнее. Чешуя ктеноидная. Голова и плавники также покрыты чешуёй.

## Распространение
Атлантический пагуар распространён в западной части Атлантического океана у побережья Новой Англии, Багам, Карибских островов, Мексиканского залива до южного побережья Бразилии.

## Образ жизни
Рыбы живут стаями до 500 особей, вблизи побережья, в поверхностных водах над коралловыми рифами. Часто держатся также рядом с буровыми вышками, обломками кораблей или портовыми молами.

## Питание
Питаются преимущественно беспозвоночными, такими как ракообразные, кольчатые черви, двустворчатые и моллюски, а также медузами, сальпидами и водорослями.

## Размножение
Самцы и самки созревают в возрасте одного года. Нерестовый сезон в прибрежных водах США продолжается с мая до сентября. Плодовитость до 1 млн икринок. Икра с жировой каплей, плавучая. Инкубационный период продолжается примерно 24 часа. Предличинки после вылупления в течение 2-х дней получают питательные вещества за счёт расходования запасов желточного мешка, затем переходят на активное питание. Примерно через 28 часов после вылупления полностью развиваются грудные плавники и появляется хвостовой плавник. Также появляются следы красноватой окраски вдоль спинной и брюшной поверхностей тела. После перехода личинок к мальковой стадии развития появляются боковая линия и зубы. По достижении длины тела 20 мм становятся хорошо различимыми три чёрных полосы по бокам тела. Четвёртая полоса появляется после достижения молодью длины 30 мм, а пятая — при длине 40—50 мм.